# Grafite
Edinaldo Batista Libânio (sinh ngày 2 tháng 4 năm 1979 ở Campo Limpo Paulista, São Paulo), thường được biết đến với tên gọi Grafite, là một cựu cầu thủ bóng đá chuyên nghiệp người Brasil từng thi đấu ở vị trí tiền đạo.

## Sự nghiệp câu lạc bộ
Các câu lạc bộ cũ của anh bao gồm Le Mans Union Club 72, São Paulo Futebol Clube, Goiás Esporte Clube và Anyang LG Cheetahs ở Hàn Quốc. Anh chuyển tời Le Mans sang Wolfsburg với giá 8 triệu euro và có một mùa giải 2008-09 tuyệt vời, trở thành cầu thủ dẫn đầu danh sách ghi bàn ở Bundesliga với thành tích 28 bàn trong 25 lần ra sân và đóng góp lớn vào chức vô địch Bundesliga đầu tiên trong lịch sử đội bóng. Cùng với Edin Džeko, họ trở thành bộ đôi tấn công xuất sắc nhất trong lịch sử Bundesliga. Ở mùa giải 2008-09, trong trận đại thắng 5-1 trước Bayern München, Grafite ghi một trong những bàn thắng được coi là đẹp nhất châu Âu mùa giải đó, một pha dắt bóng qua nhiều hậu vệ rồi đánh gót vào lưới.
Trong trận đấu đầu tiên trong lịch sử Wolfsburg ở cúp C1 gặp PFC CSKA Moscow vào ngày 15 tháng 9 năm 2009, Grafite ghi một hattrick đánh bại đội bóng tới từ Nga 3-1 ở sân nhà, trở thành cầu thủ thứ 6 lập một cú hattrick trong trận ra mắt ở cúp C1.

## Sự nghiệp thi đấu quốc tế
Vào ngày 27 tháng 4 năm 2005, anh có trận ra mắt và ghi bàn đầu tiên cho đội tuyển bóng đá quốc gia Brazil trước đội tuyển bóng đá quốc gia Guatemala. Anh nhận danh hiệu Quả Bóng Vàng Brazil vào năm 2003.
Vào ngày 24 tháng 8 năm 2009, trước trận gặp Hamburger SV, anh nhận danh hiệu "Prêmio Futebol no Mundo" cho tân binh được mong chờ nhất mùa giải 2008-09, cũng như danh hiệu vua phá lưới vào mùa giải đó.
Vào ngày 2 tháng 3 năm 2010, sau gần năm có trận ra mắt trong màu áo đội tuyển quốc gia anh có trận đấu thứ 2 khi vào sân thay Adriano ở trận gặp đội tuyển bóng đá quốc gia Ireland.

## Danh hiệu
- Campeonato Paulista: 2005
- Copa Libertadores 2005
- FIFA Club World Cup: 2005
- Bundesliga: 2008–09
- Bola de Prata: 2003
- Vua phá lưới Bundesliga: 2009